# Прапор Нижньої Нормандії
Прапор Нижньої Нормандії — прапор регіонів на півночі Франції.